# Henia circula
Henia circula är en mångfotingart som först beskrevs av Carl Graf Attems 1903.  Henia circula ingår i släktet Henia och familjen Dignathodontidae.
Artens utbredningsområde är Tunisien. Inga underarter finns listade i Catalogue of Life.